# Бандурка (станція)
Банду́рка — проміжна вантажно-пасажирська залізнична станція Знам'янської дирекції Одеської залізниці.
Розташована в селищі Бандурка Первомайського району Миколаївської області на лінії Підгородна — Помічна між станцією Підгородна (13 км) та роз'їздом Бешкетове (28 км).
Обслуговує також Бандурський елеватор та Бандурський олієекстрактний завод.

## Історія
Станцію було відкрито 1 (13) серпня 1868 року, при відкритті руху на залізниці Ольвіопіль — Єлисаветград. Станція виникла під сучасною назвою.
Лінія електрифікована 1990 року. Зупиняються приміські поїзди. Раніше зупинявся місцевий поїзд Одеса — Черкаси. а також поїзди Одеса-Харків-Одеса, Знам'янка -Одеса-Знам'янка.